# Comité stratégique de la filière nucléaire
Vous pouvez aider à l'améliorer ou bien discuter des problèmes sur sa page de discussion.
- Il ne s’appuie pas, ou pas assez, sur des sources secondaires ou tertiaires. (Marqué depuis mars 2022)
- Il n’est pas rédigé dans un style encyclopédique. (Marqué depuis mars 2022)

- Archive Wikiwix
- Bing
- Cairn
- DuckDuckGo
- E. Universalis
- Gallica
- Google
- G. Books
- G. News
- G. Scholar
- Persée
- Qwant
- (zh) Baidu
- (ru) Yandex
- (wd) trouver des œuvres sur Wikidata

Le Comité stratégique de la filière nucléaire (CSFN) est une organisation établie en 2011 et réformée par le Conseil national de l'industrie en 2017, dont l'objet est de définir les orientations stratégiques de la filière nucléaire française et de piloter des actions convenues dans le cadre du contrat de filière. Il peut être considéré comme le facilitateur de l'organisation de la filière nucléaire française.
Le CSFN est le point de rencontre et de concertation entre trois volontés :
- celle de l'administration portant les politiques publiques ;
- celle des industriels ;
- celle des partenaires sociaux défendant les aspects sociaux de la filière.

Son siège est à Paris[réf. nécessaire].
En France, la filière nucléaire regroupe 3 000 entreprises dont plus de 50 % ont une activité à l'export. Elle totalise 220 000 emplois directs et indirects répartis dans la plupart des Régions françaises et constitue ainsi la troisième filière industrielle française.
La filière nucléaire prévoit de recruter environ 10 000 personnes par an d’ici 2033 . Cela s’inscrit notamment dans le cadre de la relance du programme nucléaire français annoncée par le président de la République, Emmanuel Macron, lors du discours de Belfort le 10 février 2022 .
Depuis octobre 2019, le président du CSFN est Xavier Ursat, directeur exécutif Groupe chargé de la Direction Ingénierie et Projets Nouveau Nucléaire d'EDF, et le délégué permanent est Hervé Maillart. En janvier 2025, Maria Faury rejoint le CSFN et remplace Hervé Maillart au poste de délégué permanent.  

## Historique

### 2011: Création du CSFN
Le 21 février 2011, à la suite d'un Conseil de politique nucléaire, le président de la République française Nicolas Sarkozy missionne le ministre chargé de l'énergie, Éric Besson, de former un Comité stratégique de la filière nucléaire,.
Le CSFN est tout d'abord co-présidé par Henri Proglio, alors PDG d'EDF.[réf. souhaitée]
Il rassemble l'ensemble des acteurs de la filière nucléaire, sociétés d'ingénierie, fournisseurs de services, fabricants d'équipements, entreprises du cycle du combustible, donneurs d'ordres, sous-traitants, et organisations syndicales. Ces acteurs ont pour mission de renforcer les relations et les partenariats entre les différents acteurs de l'industrie nucléaire. Les instruments de soutien à l'industrie mis en place par le Gouvernement (FSI, OSEO, aides aux pôles de compétitivité…) sont mobilisés. Une cartographie de la filière nucléaire fut publiée en juin 2012 afin de faire un état des lieux de la situation.
| Les acteurs |
| --- |
| Les entreprises exploitantes : exploitants nucléaires et opérateurs de recherche qui couvrent l'ensemble de la chaîne des activités et exploitent les installations nucléaires (EDF, CEA, Orano, Framatome, Andra) |
| Les industries fournisseuses des exploitants nucléaires |
| Les organismes de certification et qualification |
| Les associations, organisations et regroupements régionaux |
| Les organisations syndicales |
| Les organisations professionnelles |
| L'Autorité de sûreté nucléaire |
| Les instruments de soutien à l'industrie mis en place par le Gouvernement |
| Les pouvoirs publics et les ministères concernés |

### 2016: Création de la Plateforme France Nucléaire
La Plateforme France Nucléaire (PFN) a été créée le 31 mars 2016 et réunissait les trois dirigeants des exploitants nucléaires français : Areva, EDF et CEA afin de préparer et mettre en œuvre les décisions du Conseil de politique nucléaire. La PFN visait à améliorer l'efficacité collective des trois entités afin de contribuer à la préparation et la mise en œuvre des décisions prises par le Conseil de politique nucléaire autour du Président de la République. Le projet de transformation devait mettre en place une structure simplifiée pilotée par les entreprises sur les enjeux industriels.
Son fonctionnement s'est arrêté de facto en 2018, lors de la mise en place du fonctionnement actuel du Conseil national de l'industrie et des Comités Stratégiques de Filières rattachés.
Une nouvelle cartographie fut à ce moment publiée sur le site du gouvernement français.

### 2017-2018: Restructuration du CSFN
Le Premier ministre a installé un Conseil national de l'industrie (CNI) rénové le 20 novembre 2017. L'objectif affiché consiste à renforcer le rôle des filières et procéder à un audit des Comités Stratégique des Filières actuelles (CSF).
Il commandita ainsi un audit du fonctionnement de la filière nucléaire française dont les conclusions furent présentées début 2018. Les résultats recommandèrent la mise en place du CSFN actuel, avec une gouvernance simplifiée, et du Groupement des Industriels Français de l'Énergie Nucléaire (GIFEN).
Le comité exécutif du CNI a arrêté le 26 février 2018 une première liste de dix comités stratégiques de filière : parmi eux, le CSF Nucléaire, présidé par Dominique Minière.  
Plusieurs enjeux primordiaux ont ainsi été mis en lumière pour la filière nucléaire :
- intégrer dans le pilotage de la PFN l'ensemble des acteurs de l'industrie afin d'assurer la représentativité complète de la filière nucléaire. En créant un regroupement pour porter une voix unique auprès du collège des Exploitants et traiter les questions spécifiques relevant de leur périmètre ;
- créer une instance de pilotage avec une gouvernance resserrée et un pilotage d'actions ciblées, afin d'assurer un suivi opérationnel concernant l'avancement des tâches et l'atteinte des objectifs pour l'ensemble de la filière (le Bureau du CSFN) ;
- simplifier le paysage organisationnel de la filière. En effet, jusqu'à présent la gouvernance était complexe, l'objectif est désormais d'optimiser la concertation avec les parties prenantes institutionnelles, clarifier la vision stratégique de la filière pour donner ainsi davantage de visibilité aux actions industrielles.

Le 14 juin 2018, pour faire face à ces enjeux, les principaux industriels de la filière ont décidé de créer le GIFEN. Deux objectifs principaux sont vecteurs de ces décisions : s'exprimer d'une seule voix et développer des actions pour l'ensemble des industriels, auprès des pouvoirs publics et des administrations, ainsi que dans les  organisations traitant de questions concernant l'industrie nucléaire en France, en Europe ou à l'international (y compris les activités de démantèlement). Le rôle du GIFEN est de mener des projets transverses en appui de la filière, notamment pour contribuer au développement des activités de ses membres (expositions, salons…).

## Le Contrat stratégique signé entre la filière et l'État

### 2019: Le Contrat stratégique de la Filière Nucléaire
Conformément à l'orientation donnée aux filières industrielles par le CNI, la filière nucléaire française a élaboré en 2018-2019 un plan d'action portant sur un nombre limité de projets structurants à forts enjeux, et a proposé à l'État, sous la forme d'un contrat de filière, un ensemble d'engagements réciproques visant à accompagner leur réalisation.
Le 28 janvier 2019, le Contrat stratégique de la filière nucléaire est signé, en présence de François de Rugy, ministre de la Transition écologique et solidaire, Bruno Le Maire, ministre de l'Économie et des Finances, et Dominique Minière, président du CSFN. Le contrat est émargé par les grands donneurs d'ordre et plusieurs organisations syndicales. Son plan d'action est structuré autour de quatre axes.
1. Garantir les emplois, compétences et formations.
2. Structurer le tissu industriel de la filière.
3. Parvenir à mettre en œuvre une économie circulaire et à développer les réacteurs du futur (notamment les SMR).
4. Valoriser le tissu industriel français face au marché international, dans un contexte de forte compétition.

### 2021: Un avenant au Contrat
Pour tenir compte de la forte évolution du contexte, notamment la crise du Covid-19 et la mise en place d'un plan de relance économique, un avenant au contrat de filière nucléaire est signé le 15 avril 2021, en présence de Bruno Le Maire et Agnès Pannier-Runacher, ministre déléguée à l'industrie. Si les actions et engagements convenus dans le contrat de filière de 2019 restent toujours d'actualité, l'État et la filière nucléaire ont décidé de les compléter de cette façon :
- la création d'une Université des Métiers du Nucléaire (UMN), afin de faciliter l'intégration des jeunes, des demandeurs d'emploi et la reconversion des adultes, et de pallier un nombre insuffisant de diplômés[21]. Cette université a pour objectif de construire une démarche collective nationale/locale, associant la filière et les régions pour donner une cohérence à l'offre de formation : ce n'est pas un nouvel organisme, mais une plateforme pour faciliter la lecture des opportunités. L'UMN est officiellement lancée le 27 avril 2021[22]. L’UMN [23]  a mis en place un dispositif de bourses d’études destinées aux jeunes en formation initiale dans le domaine nucléaire : 50 bourses ont été attribuées pour l'année 2021/2022 et 200 bourses pour 2022/2023 [24] ;

- l'approfondissement du recyclage du combustible, et notamment le moxage des centrales 1300MWe.
- Le soutien à la R&D et aux évolutions du secteur : SMR (et notamment le réacteur français NUWARD) ainsi que la Génération IV ;
- l'expansion de la solidarité au sein de la filière : développer les relations solidaires entre donneurs d'ordres et sous-traitants, renforcer le pilotage des actions, contribuer à la décarbonation de l'industrie…
- En décembre 2021, la charte Relation Fournisseurs et Achats Responsables a été signée par les donneurs d’ordre en présence du Médiateur des Entreprises et de la ministre chargée de l’Industrie, Agnès Pannier Runacher. C'est un engagement de tous les acteurs de la filière dans une relation de confiance, de solidarité et de respect mutuel[25].

En parallèle, les ministres ont missionné le Médiateur des entreprises afin qu'il établisse un dispositif de mesures favorisant de bonnes relations entre donneurs d'ordre et fournisseurs.

### 2025: Le second Contrat stratégique de la Filière Nucléaire (2025-2028[27])
En pleine relance du nucléaire français initié par Emmanuel Macron à Belfort en 2022, et en l'absence d'un cadre législatif porteur, la filière nucléaire s'est mobilisée autour d'un contrat prenant à bras-le-corps les grands chantiers futurs (6 EPR2, renouvellement des usines du cycle, prolongation de la durée de vie des réacteurs du parc, R&D, SMR, Cigéo...), au service du triple enjeu de souveraineté énergétique, de compétitivité européenne et de transition écologique. 
Le 10 juin 2025, à Massy, le Ministres de l'Economie, des Finances et de la Souveraineté industrielle et numérique, Eric Lombard, et le Ministre de l'Industrie et de l'Energie, Marc Ferracci, ont signé avec Xavier Ursat, Président du CSFN et Xavier Bertrand, Président de la région Hauts-de-France, le Contrat Stratégique de la Filière Nucléaire. La cérémonie était animée par Maria Faury, déléguée permanente du CSFN. Le Contrat, élaboré en concertation avec les exploitants nucléaires (ANDRA, CEA, EDF, Framatome, ORANO), les services de l'Etat (DGE, DGEC, DINN) et les organisations syndicales du secteur (CFDT, CFE-CGC, CFTF, CGT, FO), décline les objectifs industriels de la filière à horizon 2028. Composé de 4 axes, 17 projets structurants, 64 actions : 
1. Renforcer la performance industrielle de la filière  Cet axe stratégique engage les différentes parties prenantes dans une logique de montée en cadence et en capacité pour entamer "le chantier du siècle"[34], selon Marc Ferracci. Traitant des questions de sécurité économique comme du développement internationale de la filière, l'axe 1 aborde surtout l'outil industriel et l'excellence opérationnelle.
2. Développer l’attractivité et les compétences de la filière  L'axe 2 retient quatre projets structurants pour assurer à la filière suffisamment de recrutements et au bon niveau de compétence, pour les années à venir. Pour rappel, en 2023 le GIFEN a remis à la ministre de la Transition énergétique Agnès Pannier-Runacher le rapport Match estimant les besoins de la filière à 100 000 recrutements sur 10 ans[35]. L'Université des Métiers du Nucléaire[36] (UMN) est le principal porteur de ces actions (former au bon niveau, féminiser la filière, adopter des méthodes de recrutement novatrices...).
3. Mobiliser la filière autour des enjeux du futur  Cet axe fait état de la dégradation des moyens alloués à la R&D dans le domaine nucléaire ces dernières années[37] et donne des pistes pour y remédier. C'est aussi un moyen d'aborder le développement des SMR (Small Modular Reactor) et le rôle qu'ils doivent jouer dans le futur de la filière, notamment pour des usages plus ciblés (non-électrogène) et bas-carbone.
4. Promouvoir une filière responsable et agir en faveur de la transition énergétique Ce dernier axe traite du rôle de la filière dans la décarbonation de l'économie et de ses marges de progression. D'abord, agir sur son impact climatique avec des plans de sobriété internes et un développement de l'économie circulaire (mox, technocentre[38]) ; puis réduire l'exposition de la filière aux aléas climatiques futurs ; enfin, promouvoir une électrification des usages au service d'une réindustrialisation décarbonée.

## Organisation et gouvernance
Le CSFN est composé d'un bureau représentatif de l'organisation tripartite (État, industriels, partenaires sociaux).
Le président de CSFN est Xavier Ursat, la déléguée permanente est Maria Faury.